# Коритњак
Коритњак је пусто село у градској општини Нишка Бања на подручју града Ниша у Нишавском округу. Према попису из 2022. 9 становника. Насеље је 2002. године остало без сталних становника

## Називи
Коритњак — Коритник — Коритар,а у новије време и Етно село Коритњак.

## Историја
Оскудни материјални трагови старије насељености Коритњака и малобројни писани подаци, који нису довољно поуздани и веродостојни, главни су разлози што генеза и еволуција села у даљој прошлости није довољно позната. И поред тога, расположиве чињенице говоре да историја Коритњака има вишевековни континуитет.
Коритњак припада средњовековним насељима и у писаним изворима први пут се помиње у турском катастарском попису из 1564. под називом Коритар. У 16. веку (према истим изворима) Коритар је претежно био насељен влашким становништвом и имао је 16 домаћинстава и 11 неожењених. Тада је он представљао заселак Радикине Баре, једног од десет насеља у нишкој нахији.
О периоду ране турске владавине не постоје поуздани подаци. Пред ослобођење од Турака (средином 19. века), на један километар северозападно од Коритњака налазило се читлучко насеље „Кованлук“ (данас урбани део Нишке Бање), и татарско насеље на месту „Грчка ливада“.
Коритњак је са Радикином Баром био спахијски посед Јусуф-бега...„господара“ земље и људства на простору спахилука...који је штитио мештане Коритњака, па они нису учествовали у војним походима, јер су имали обавезу да помажу државу у време рата.. Мештани памте да је у Коритњаку током периода турске окупације сакупљан „десетак“ и да је поред српских, било и турских кућа на локалитетима Горње и Доње Кућиште, које су исељене непосредно пред Ослобођење Ниша 1877..

## Географија

### Положај
Коритњак се налази 4 km јужно од међународних комуникација;
- железничке пруге (Беч–Будимпешта–Београд–Ниш-Софија–Истанбул)
- магистралног пута, гране В (Ниш–Софија–Истанбул) главног коридора 10 (Салцбург–Љубљана–Загреб–Београд–Ниш–Скопље–Велес–Солун).

Локалним саобраћаницама удаљен од општине Нишка Бања 3,5 km, а локалном и магистралном од Ниша, 11 km.

### Облик и физиономија села
Коритњак је лоциран на јужном ободу Нишке котлине, саставном делу композитне Нишавске долине и падинама истоименог северозападног огранка, истог назива (808 m), Суве планине (1.810 m), у северозападном подножју Црног камена (867 m), једног од њених врхова.
Са стрмих и до скора оголелих страна Коритњака, због немогућности да увек прими сав атмосферски талог, у време летњих пљускова и отапања снега, текле су бујице површинске атмосферске воде, која је наносила велику штету околним насељима. Једна од бујица сливала се испод села Коритњака ка северозападном делу Нишке Бање, и створила „коритасти“ жлеб по коме су село и узвишење (високо 808 m), добили назив.
Коритњак је село збијеног физиономског типа, просторно развијено у висинском појасу од 580 m до 620 m апсолутне висине, неправилно овалног облика издуженог у правцу југозапад–североисток. Село просторно повезује два дела или ”мале”:
- Горњу малу (источни део села), која је састављена од две групе родовских кућа – Корубанци и Риђаци
- Доњу малу (западни део села), коју чине три групе родовских кућа – Дрдаци, Лазарови и Недељкови.

## Демографија
У насељу Коритњак живи 8 пунолетних становника, а просечна старост становништва износи 41,9 година (40,0 код мушкараца и 48,0 код жена). У насељу има 3 домаћинства, а просечан број чланова по домаћинству је 3,00.
Ово насеље је у потпуности било насељено Србима (према попису из 1991. године).
|  |

| Демографија---- | Демографија---- | Демографија---- |
| Година          | Становника      | Становника      |
| --------------- | --------------- | --------------- |
| 1948.           | 171             |                 |
| 1953.           | 157             |                 |
| 1961.           | 106             |                 |
| 1971.           | 17              |                 |
| 1981.           | 12              |                 |
| 1991.           | 8               | 8               |
| 2002.           | 0               | 0               |
| 2011.           | 0               |                 |
| 2022.           | 9               |                 |

| Година пописа     | 1948. | 1953. | 1961. | 1971. | 1981. | 1991. | 2002. |
| ----------------- | ----- | ----- | ----- | ----- | ----- | ----- | ----- |
| Број домаћинстава | 30    | 28    | 27    | 7     | 5     | 4     | 0     |

| Број чланова      | 1 | 2 | 3 | 4 | 5 | 6 | 7 | 8 | 9 | 10 и више | Просек |
| ----------------- | - | - | - | - | - | - | - | - | - | --------- | ------ |
| Број домаћинстава | 0 | 0 | 0 | 0 | 0 | 0 | 0 | 0 | 0 | 0         | 0      |

| Пол    | Укупно | Неожењен/Неудата | Ожењен/Удата | Удовац/Удовица | Разведен/Разведена | Непознато |
| ------ | ------ | ---------------- | ------------ | -------------- | ------------------ | --------- |
| Мушки  | 0      | 0                | 0            | 0              | 0                  | 0         |
| Женски | 0      | 0                | 0            | 0              | 0                  | 0         |
| УКУПНО | 0      | 0                | 0            | 0              | 0                  | 0         |

| Пол    | Укупно                    | Пољопривреда, лов и шумарство | Рибарство                            | Вађење руде и камена | Прерађивачка индустрија       |
| ------ | ------------------------- | ----------------------------- | ------------------------------------ | -------------------- | ----------------------------- |
| Мушки  | 0                         | 0                             | 0                                    | 0                    | 0                             |
| Женски | 0                         | 0                             | 0                                    | 0                    | 0                             |
| УКУПНО | 0                         | 0                             | 0                                    | 0                    | 0                             |
| Пол    | Производња и снабдевање   | Грађевинарство                | Трговина                             | Хотели и ресторани   | Саобраћај, складиштење и везе |
| Мушки  | 0                         | 0                             | 0                                    | 0                    | 0                             |
| Женски | 0                         | 0                             | 0                                    | 0                    | 0                             |
| УКУПНО | 0                         | 0                             | 0                                    | 0                    | 0                             |
| Пол    | Финансијско посредовање   | Некретнине                    | Државна управа и одбрана             | Образовање           | Здравствени и социјални рад   |
| Мушки  | 0                         | 0                             | 0                                    | 0                    | 0                             |
| Женски | 0                         | 0                             | 0                                    | 0                    | 0                             |
| УКУПНО | 0                         | 0                             | 0                                    | 0                    | 0                             |
| Пол    | Остале услужне активности | Приватна домаћинства          | Екстериторијалне организације и тела | Непознато            | Непознато                     |
| Мушки  | 0                         | 0                             | 0                                    | 0                    | 0                             |
| Женски | 0                         | 0                             | 0                                    | 0                    | 0                             |
| УКУПНО | 0                         | 0                             | 0                                    | 0                    | 0                             |

### Привреда
Током турске владавине становништво Коритњака се углавном бавило екстензивним сточарством, јер је, у време турских пустошења, стока могла брзо да се склони и сакрије, а била је значајна и за обраду земље. Ратарство је имало ”сваштарски” карактер и задовољавало сопствене потребе руралних домаћинстава. Пошто се спахијски аграрни режим заснивао на патријахалној (крвној) задрузи, у то време свака коритничка фамилија представљала је породичну задругу. Задруге су се одржале до завршетка Другог светског рата, када су бројале до 20 чланова.
По ослобођењу од Турака сточарство је и даље било најзначајнија грана пољопривреде, а до Другог светског рата у Коритњак су као „слуге” долазили мештани оближњих села (нпр Копривнице) и чували сеоску стоку.
Већи привредни значај, у Коритњаку имала је традиционална производња креча у пољским кречанама. После Другог светског рата радило је око петнаест кречана (на местима Чичкино, Рид, Ровина и у самом селу), чији је капацитет био до 170 тона креча у једном турнусу. Године 2004. на уласку у село у функцији је била само једна кречана (капацитета три тоне). Уз кречарство традиционално занимање мештана била је и шумска сеча грађевинског и огревног дрва.